# Barrage de Demirdöven
Le barrage de Demirdöven est un barrage en Turquie. Le lac est proche du village de Timar et domine celui de Demirdöven tous deux dans le district de Pasinler de la province d'Erzurum. la rivière de Timar (Timar Çayı) est un affluent de la rivière de Hasankale (Hasankale Çayı) affluent de l'Araxe.

## Sources
- (en) www.dsi.gov.tr/tricold/demirdov.htm Site de l'agence gouvernementale turque des travaux hydrauliques